# Borăscu
Borăscu es una comuna ubicada en el distrito de Gorj, Rumania.

## Superficie
Cuenta con una superficie de 72,06 kilómetros cuadrados.

## Demografía
Hasta 2021 la población era de 2750 habitantes, con una densidad de población de 38,16 habitantes por kilómetro cuadrado.